# TV-dinner
|  | Denne artikel er oprettet af botten PalnaBot ud fra en ekstern database. Den kan derfor have sproglige fejl eller mangler. Denne skabelon kan fjernes efter kontrol af indholdet. |

TV-dinner er en film instrueret af Vibeke Juel.

## Handling
Eksperimentalfilm om forholdet menneske/tid. Om mennesket mellem stilstand og bevægelse, hvorfor filmen befinder sig et sted mellem stilleben og det bevægelige, filmiske billede.